# Оленегорский горняк (голям десантен кораб, 1976)
Оленегорский горняк е голям десантен кораб от проекта 775. Базира се в Северния флот на Русия.

## История
Кораба е построен в корабостроителницата Stocznia Północna в Гданск (Полша), влиза в състава на флота на 30 юни 1976 г. До 1977 г. има наименованието „СДК-91“, а след това – „БДК-91“. От 7 май 2000 г. носи името „Оленегорский горняк“ във връзка с установяването на шефство над кораба от Оленегорския минно-обогатителен комбинат.
Най-добрият десантен кораб Северния флот през 2007 г.
През май 2008 г. от борда на кораба е осъществен морски десант на необорудвано крайбрежие за слушатели от Военната академия на ГЩ на РФ.
През септември 2013 г. в състава на кораби и съдове на СФ участва в похода към Новосибирските острови.
От декември 2013 г. до май 2014 г. участва в далечния поход на кораби от СФ в Средиземно море начело с тежкия авионосен крайцер „Адмирал на флота на Съветския съюз Кузнецов“.
В края на 2014 г. влиза за ремонт на 35 кораборемонтен завод (Мурманск).
През юли 2016 г. постъпва за ремонт и модернизация в 33 кораборемонтен завод (гр. Балтийск).
През август 2023, по време на Руско-украинската война е торпилиран и силно повреден.

## Тактико-технически характеристики
Скорост: 18 възела
Далечина на плаване: 6000 мили при 12 възела
Екипаж: 87 души
Водоизместимост: 4080 тона
Дължина: 112,5 метра
Ширина: 15 метров
Газене: 3,7 метра
2 дизела, 2 винта, мощност – 19200 к.с.

### Въоръжение
2 сдвоени 57 мм артилерийски установки АК-725, 2 пускови установки реактивната система за залпов огън А-215 „Град-М“, 4 пускови установки за ПЗРК „Стрела-2“. На борда могат да се разположат до 500 тона техника и товари и 225 десантника.